# Batokorogan
Batokorogan is een bestuurslaag in het regentschap Bangkalan van de provincie Oost-Java, Indonesië. Batokorogan telt 1926 inwoners (volkstelling 2010).